# Mydaea fumicosta
Mydaea fumicosta är en tvåvingeart som beskrevs av John Otterbein Snyder 1941. Mydaea fumicosta ingår i släktet Mydaea och familjen husflugor.
Artens utbredningsområde är Ecuador. Inga underarter finns listade i Catalogue of Life.